# غونار ماتسون
غونار ماتسون (بالفنلندية: Gunnar Mattsson)‏ هو صحفي ومؤلف فنلندي، ولد في 5 مايو 1937 في هلسنكي في فنلندا، وتوفي بنفس المكان في 9 أغسطس 1989.